# Lara Casas
Lara Casas (Buenos Aires, 22 de junio de 2004) es una jugadora argentina de hockey sobre césped. Es integrante de la Selección nacional con la que ganó la medalla de bronce en los Juegos Olímpicos de París 2024 y la medalla de oro en los Juegos Panamericanos de 2023.

## Carrera deportiva
Formada en el Club San Martín de Villa Raffo, provincia de Buenos Aires, a los 14 años integró la Selección de Buenos Aires que fue campeona nacional en Tucumán. En 2020 ingresó al Club Italiano de Buenos Aires. En 2023 fue convocada a integrar la selección nacional juvenil, Las Leoncitas, para disputar la Copa Mundial Junior de Hockey Femenino consagrándose subcampeonas del mundo.
En los Juegos Olímpicos de París 2024, consiguió ganar la medalla de bronce luego de haber caído en semifinales ante la Selección de Países Bajos y vencido a Bélgica en la tanda de penales 3 a 1 en el partido por el tercer puesto.